# 옵트아웃
옵트아웃(Opt-out)은 당사자가 자신의 데이터 수집을 허용하지 않는다고 명시할 때 정보수집이 금지되는 제도이다. 기업과 같은 단체가 광고를 위한 메일을 보낼 때, 수신자가 발송자에게 수신거부 의사를 밝혀야만 메일발송이 금지되고 수신거부 의사를 밝히기 전에는 모든 수신자에게 메일을 보낼 수 있는 방식이다.

## 참고 문헌
Laudon, Kenneth C, Jane P. 《Management Information Systems 12/E: Managing the Digital Firm》. Pearson Education Asia. ISBN-10 : 027375453X / ISBN-13 : 9780273754534.

## 같이 보기
- 옵트인